# Twinkle (EP)
Twinkle é o primeiro EP do TaeTiSeo, uma subunidade do girl group sul-coreano Girls' Generation. Foi lançado no dia 29 de abril de 2012 pela SM Entertainment.

## Antecedentes e lançamento
Em 19 de abril, a SM Entertainment anunciou oficialmente a criação do Girls' Generation-TTS, também chamado TaeTiSeo. Eles disseram em um comunicado: "Esta subunidade terá como objectivo chamar a atenção dos fãs com todos os aspectos de estilos de música, performances e moda.". O lançamento de Twinkle também foi confirmado no mesmo comunicado de imprensa, previsto inicialmente para o dia 2 de maio de 2012.
O grupo lançou sua faixa-título através do iTunes para o mercado global, que inclui um livreto de fotos especial que é diferente de sua versão offline.

## Composição
A faixa-título, "Twinkle", escrita e produzida por Brandon Fraley, Fraley Jamelle e Javier Solis, é um single de dance-pop, com influências de funk, electropop e go-go. Inspirando-se em música das décadas de 1970 e 1980, especificamente, a de Stevie Wonder.

## Promoções
TaeTiSeo iniciou as promoções de Twinkle no M! Countdown da Mnet em 3 de maio. Além disso, apresentaram o single principal "Twinkle" nos programas musicais Music Bank, Show! Music Core e Inkigayo no mês de maio.
Em 22 de abril de 2012, Taeyeon e Tiffany apresentaram no Kpop Star da SBS, um cover de "Lady Marmalade". Elas também apresentaram no Hello da KBS e no Open Concert nos dias 6 e 10 de maio, respectivamente.. Taeyeon também apareceu no Music Core, cantando sua canção de trilha sonora, "Missing You Like Crazy", em 28 de abril de 2012.

## Singles
"Twinkle" foi lançado como primeiro single do subgrupo no dia 29 de abril de 2012. Um vídeo musical foi lançado no dia 30 de abril.

## Lista de faixas
| N.º | Título                   | Compositor(es)              | Produtor(es) | Duração |  |
| 1.  | "Twinkle"                | B. Fraley, J. Fraley, Solis | Jam Factory  |         |  |
| 2.  | "Baby Steps"             |                             |              |         |  |
| 3.  | "OMG" (Oh My God)        |                             |              |         |  |
| 4.  | "Library"                |                             |              |         |  |
| 5.  | "안녕" (Good-bye, Hello) |                             |              |         |  |
| 6.  | "처음이었죠" (Love Sick) |                             |              |         |  |
| 7.  | "체크메이트" (Checkmate) |                             |              |         |  |

| Faixa Exclusiva do iTunes |                                        |         |  |
| N.º                       | Título                                 | Duração |  |
| 1.                        | "Message From Girls' Generation - TTS" | 7:40    |  |

Item bônus nas vendas físicas
Um photocard aleatório, dos 6 exclusivos produzidos.

## Histórico de lançamento
| País          | Data                | Distribuidora    | Formato              |
| ------------- | ------------------- | ---------------- | -------------------- |
| Coreia do Sul | 29 de abril de 2012 | SM Entertainment | CD, download digital |